# Musculus ciliaris

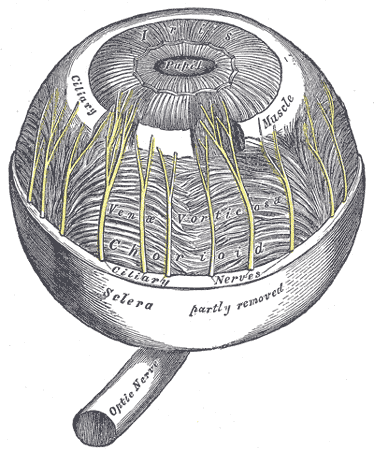
A szemgolyó (az a fehér kör a tetején az izom)

A musculus ciliaris (sugárizom) egy kör alakú izom az ember szemében.

## Funkció
Hatással van a zonula ciliarisekre (vagy más néven Zinn-zonula ami a sugártesttől a lencse aequatorához húzódó függesztőkészülék) ami lehetővé teszi a lencse fókusztávolságának változását. Amikor az izom összehúzódik, megszünteti a lencsében a feszültséget, amit a zonula ciliaris okoz. Ellenkező esetben az izom ellazulása a lencse kisimulását okozza. Amikor az izmon a β receptorok szimpatikus aktivitást kapnak, akkor szintén ez történik, vagyis a lencse kisimul.

## Beidegzés
A nervus ciliaris idegzi be.

## Külső hivatkozások
- Leírás